# XX (2017)
XX is een Amerikaanse anthologie-horrorfilm uit 2017. De film werd geregisseerd door Jovanka Vuckvic, Sofia Carrillo, Roxanne Benjamin, Annie Clark en Karyn Kusama. Hoofdrollen worden gespeeld door Natalie Brown, Melanie Lynskey, Breeda Wool en Christina Kirk. De film ging in première op het Sundance Film Festival op 22 januari 2017. De film bestaat uit vijf delen waarvan het eerste getoond wordt als soort van interludium in het begin, tussen elk verhaal en als afsluiter.

## Verhaal

### Framing Sequence
Deze stop-motion animatiefilm  wordt in vijf delen getoond: in het begin, tussen de vier andere verhalen en op het einde. Het verhaal gaat over een wandelend poppenhuis met bovenaan een blinkend poppengezicht. Verder is er een levende hand dewelke allerlei zaken in en rondom het huis vastneemt: ongedierte, motten, naalden... Het hart van het huis is een rottende appel. Het huis vindt een kleine zwarte vogel dewelke het plaatst in een babypop. De baby begint daarop te wenen waardoor de vogel wegvliegt en bij een bewusteloos meisje komt. Dat meisje heeft een deur op haar borstkas waar de vogel in wordt geplaatst. Het meisje ontwaakt en verlaat het huis.

### The Box
Het is enkele dagen voor kerstmis. Susan zit met haar zoontje Danny en dochtertje Jenny op de tram. Naast hen zit een oudere man met een rode doos. De man omschrijft de doos als "een geschenk" en laat Danny in de doos kijken. Sindsdien weigert Danny om nog te eten en zegt hij dat hij geen honger heeft. Ook wil hij niet zeggen wat er in de doos zat, alleen dat deze "leeg" was. Een onderzoek van de dokter leidt tot niets, enkel dat de jongen 2.5 kilo is afgevallen sinds zijn vorige bezoek.
Uiteindelijk fluistert Danny in het oor van Jenny wat er in de doos zat. Vanaf dan weigert ook zij te eten. Niet veel later fluistert Danny zijn vader Robert toe wat hij had gezien, waardoor deze ook niet meer eet.
Susan gaat slapen en wordt door Robert overmeesterd. Terwijl zij levend op tafel ligt, snijdt Robert delen van haar been en geeft deze als eten aan zichzelf en de kinderen. Ze zijn dol op het rauwe, bloederige vlees. Daarop schrikt Susan wakker en beseft dat dit kannibalisme een nachtmerrie was.
Op kerstdag is het gezin hecht met elkaar verbonden, hoewel Danny, Robert en Jenny zichtbaar uitgehongerd en uitgeput zijn. Susan krijgt een geschenk in een rode doos. Daardoor herinnert zij zich het voorval op de tram en vraagt ze haar zoon wat er in de doos zat. Danny zegt dat de doos leeg was.
Het verhaal verplaatst zich dan naar het ziekenhuis waar Danny, Jenny en Robert zijn opgenomen. In een voice-over zegt Susan dat eerst Danny, dan Jenny en daarna Robert op enkele dagen tijd zijn gestorven aan een voedseltekort. Vanaf nu zoekt ze de trams af op zoek naar de man om te weten te komen wat er in de doos zat. Dat is volgens haar de enige manier om terug bij haar geliefden te geraken.

#### Rolverdeling
| Acteur          | Personage     |
| --------------- | ------------- |
| Natalie Brown   | Susan Jacobs  |
| Jonathan Watton | Robert Jacobs |
| Peter DaCunha   | Danny Jacobs  |
| Peyton Kennedy  | Jenny Jacobs  |
| Ron Lea         | Dr. Weller    |
| Michael Dyson   | The Man       |

### The Birthday Party
Mary is bezig met de voorbereidingen van het verjaardagsfeestje van haar dochter Lucy wanneer ze haar man David dood aantreft in zijn thuiskantoor. In plaats van de hulpdiensten te bellen, neemt ze de ridicule beslissing om het lijk te verbergen. Uiteindelijk koopt ze een pandakostuum van een man die eigenlijk kwam zingen voor Lucy. Ze steekt David in het pandakostuum en plaatst hem aan de feesttafel als zijnde een van de genodigden.
Wanneer kinderjuf Carla per ongeluk tegen de panda stoot, valt deze voorover recht in de verjaardagstaart. Carla zet de panda terug recht, maar verwijdert daarbij het hoofdgedeelte waardoor de kinderen merken dat de man in kwestie dood is. De kinderen roepen uit paniek.
De film eindigt met de tekst: The Birthay Party, or, The Memory of Lucy Suppressed From Her Seventh Birthday That Wasn't Really Her Mom's Fault (Even Though Her Therapist Says It's Probably Why She Fears Intimacy) (And it Actually Was).

#### Rolverdeling
| Acteur          | Personage     |
| --------------- | ------------- |
| Melanie Lynskey | Mary          |
| Seth Duhame     | David         |
| Sanai Victoria  | Lucy          |
| Sheila Vand     | Carla         |
| Lindsay Burdge  | Madeleine     |
| Joe Swanberg    | Singing Panda |

### Don't Fall
Paul, Gretchen, Jess en Jay maken een expeditie in de woestijn. Gretchen schaaft haar hand aan een rotswand tijdens het nemen van een foto: ze heeft zich bezeerd aan een inkerving in de vorm van een demonische figuur. In en rond de demonische figuur zijn restanten van opgedroogd bloed. De schaafwonde begint te jeuken, maar Gretchen maakt zich niet al te druk en gebruikt een medische zalf.
's Nacht krijgt Gretchen koorts en verlaat ze de caravan. Ze gaat terug naar de rotswand waar ze de inkerving vond, wellicht een gevolg van een vloek op de schaafwonde. Daar wordt ze aangevallen door een beest dat op de demonische figuur lijkt. Het beest vilt Gretchen en neemt haar huid als jas en hoofd als hoofddeksel. Het monster doodt daarop Paul en Jay. Jess vlucht weg, maar valt van een rots en loopt zo een open beenbreuk op. Het monster verschijnt bovenaan de rots en valt Jess aan.

#### Rolverdeling
| Acteur         | Personage |
| -------------- | --------- |
| Casey Adams    | Paul      |
| Breeda Wool    | Gretchen  |
| Angela Trimbur | Jess      |
| Morgan Krantz  | Jay       |

### Her Only Living Son
Andy wordt binnen enkele dagen 18 jaar. Zijn moeder Cora moet naar het schoolhoofd omdat Andy alle vingernagels van een medeleerlinge heeft afgerukt. Tot haar verbazing wordt Andy niet geschorst omdat hij zeer speciaal is voor de toekomst.
Andy's vader is een bekend acteur met wie Cora niets meer te maken wil hebben. Ze wil ook niet dat Andy hem ontmoet en verbiedt hem dan ook om naar zijn laatste film te gaan.
De postbode insinueert dat Andy mogelijk niet verwekt werd door Cora's voormalige echtgenoot, maar door een duister wezen. Cora zegt hem dat de manier waarop ze zwanger werd inderdaad zeer vreemd en vaag is.
Cora doorzoekt Andy's kamer en vindt een houten kistje met vreemde teennagels. Wanneer Andy plots thuiskomt verbergt ze zich in zijn kleerkast. Van daaruit ziet ze dat Andy aan zijn tenen klauwen heeft in plaats van menselijke nagels.
Niet veel later blijkt dat de postbode in werkelijkheid Satan is. Cora vertelt Andy de reden waarom zij in het verleden steeds moesten vluchten. De aanhangers van Satan bespieden diens zoon - Andy - omdat hij op zijn achttiende verjaardag aangezien kan worden als opvolger van de Duistere Heerser. Zo zijn de leden van de schooldirectie wellicht aanhangers. Ze zegt Andy dat hij moet kiezen welk leven hij wil of hoe hij verder wil. Daarop omhelst Andy zijn moeder zo hard dat zowel zijn als haar botten breken en het bloed uit hun neus en mond vloeit tot wanneer ze sterven.

#### Rolverdeling
| Acteur             | Personage       |
| ------------------ | --------------- |
| Christina Kirk     | Cora            |
| Kyle Allen         | Andy            |
| Mike Doyle         | Chet            |
| Brenda Wehle       | Principal Jenks |
| Morgan Peter Brown | Mr. Dayton      |
| Lisa Renee Pitts   | Kelly Withers   |
| Curt Cornelius     | Dr. Roman       |

## Release en ontvangst
De film ging in première op het Sundance Film Festival op 22 januari 2017 en werd in de Verenigde Staten op 27 februari 2017 uitgebracht in een beperkt aantal bioscopen en via video-on-demand.
De film behaalde een score van 69% (64 beoordelingen) op Rotten Tomatoes. Op Metacritic kreeg de film een score 64 op 100 (15 beoordelingen), wat wijst op "over het algemeen positieve recensies".